# Balera ecuadora
Balera ecuadora är en insektsart som beskrevs av Freytag 1992. Balera ecuadora ingår i släktet Balera och familjen dvärgstritar.
Artens utbredningsområde är Colombia. Inga underarter finns listade i Catalogue of Life.